# عایشه (فیلم ۲۰۲۲)
عایشه (انگلیسی: Aisha) درام (فیلم و تلویزیون) ایرلندی به نویسندگی و کارگردانی فرانک بری است. ستارگان این فیلم لتیشیا رایت و جاش اوکانر هستند.